# Сельскохозяйственное высшее учебное заведение
Сельскохозяйственное высшее учебное заведение — высшее учебное заведение, готовящее руководителей для сельскохозяйственного производства. 

## Определение
Согласно БСЭ сельскохозяйственные высшие учебные заведения — это высшие учебные заведения, готовят специалистов для сельскохозяйственного производства (агрономов, зооинженеров, ветеринарных врачей (биофизиков, биохимиков), инженеров (механиков, электриков, гидромелиораторов, землеустроителей, геодезистов), экономистов, бухгалтеров, научно-педагогические кадры.

## Сельскохозяйственные высшие учебные заведения СССР
В СССР сельскохозяйственных высших учебных заведений (при министерстве сельского хозяйства СССР) на 1975 год было 72 сельскохозяйственных вузов (6 сельскохозяйственных академий, 63 сельскохозяйственных института, институты плодоовощной, субтропического хозяйства, хлопководства), 14 ветеринарных и зооветеринарных высших учебных заведений, 7 институтов механизации и электрификации сельского хозяйства, 4 гидромелиоративных института, институт землеустройства, молочный институт, Всесоюзный сельскохозяйственных институт заочного образования, 8 филиалов сельскохозяйственных вузов.

### Список сельскохозяйственных высших учебных заведений СССР
Список сельскохозяйственных высших учебных заведений СССР, которым предоставлено право принимать к защите докторские и кандидатские диссертации (на 1975 год):
сельскохозяйственные академии
- Белорусская сельскохозяйственная академия;
- Латвийская сельскохозяйственная академия;
- Литовская сельскохозяйственная академия;
- Московская сельскохозяйственная академия имени К. А. Тимирязева;
- Украинская сельскохозяйственная академия;

сельскохозяйственные институты
- Армянский сельскохозяйственный институт;
- Белоцерковский сельскохозяйственный институт;
- Волгоградский сельскохозяйственный институт;
- Воронежский сельскохозяйственный институт;
- Горский сельскохозяйственный институт;
- Донской сельскохозяйственный институт;
- Казахский сельскохозяйственный институт;
- Киргизский сельскохозяйственный институт;
- Кишиневский сельскохозяйственный институт;
- Кубанский сельскохозяйственный институт;
- Ленинградский сельскохозяйственный институт;
- Новосибирский сельскохозяйственный институт;
- Одесский сельскохозяйственный институт;
- Омский сельскохозяйственный институт;
- Оренбургский сельскохозяйственный институт;
- Саратовский сельскохозяйственный институт;
- Ставропольский сельскохозяйственный институт;
- Ташкентский сельскохозяйственный институт;
- Ульяновский сельскохозяйственный институт;
- Харьковский сельскохозяйственный институт.

зооветеринарные институты
- Алма-Атинский зооветеринарный институт;
- Ереванский зооветеринарный институт;
- Львовский зооветеринарный институт.

ветеринарные институты
- Казанский ветеринарный институт;
- Ленинградский ветеринарный институт;
- Омский ветеринарный институт;
- Московская ветеринарная академия;
- Московский государственный агроинженерный университет имени В. П. Горячкина;
- Московский гидромелиоративный институт;
- Новочеркасский гидромелиоративный институт;
- Московский институт инженеров землеустройства.

В 1974 году 67 сельскохозяйственных вузов имели право принимать к защите кандидатские диссертации. Во всех сельскохозяйственных вузах имелись дневные и в большинстве заочные факультеты, подготовительные отделения, аспирантура. Срок обучения в сельскохозяйственных вузах от 4 лет 4 месяцев до 5 лет в зависимости от специальности и формы обучения.